# Amagne
 Amagne  es una población y comuna francesa, en la región de Champaña-Ardenas, departamento de Ardenas, en el distrito de Rethel y cantón de Rethel.
Etimológicamente, Amagne se compone de "Aqua" que significa "Agua" y "Magnus" que significa "Grande" en latín.

## Desarrollo económico y cultural
El pueblo se ha desarrollado en particular gracias a sus infraestructuras comerciales pero sobre todo culturales. Además, favorece la pluralidad deportiva y podría prever la creación de un nuevo campo de fútbol. Además, tiene una estación de ferrocarril que va entre Reims y Metz a través de los trenes Intercités.
Desde el punto de vista económico, sólo tiene una tasa de desempleo del 8,5% en 2017.

## Insignia

Insigna de Amagne

## Demografía
| 770 | 744 | 645 | 572 | 612 | 705 |
| Para los censos de 1962 a 1999 la población legal corresponde a la población sin duplicidades (Fuente: INSEE [Consultar]) |     |     |     |     |     |

## La juventud del pueblo
NC